# Clase Lord Nelson
La clase Lord Nelson fue una serie de dos acorazados construidos por la Marina Real Británica, entre 1905 y 1908. Fueron construidos en un momento en que los estrategas navales sentían que las batallas futuras serían luchadas en distancias más largas. Consecuentemente, se prestó menos atención al armamento secundario y terciario. La protección fue por otra parte considerada seriamente puesto que se anticiparon los impactos de proyectiles más grandes en las batallas futuras. Es la última clase de los acorazados que se diseñaron en el Reino Unido antes de que el “monocalibre” HMS Dreadnought revolucionara la construcción de los acorazados.

## Diseño
La clase Lord Nelson era las primeras naves de las cuales Sir Phillip Watts era responsable. Estas naves eran una salida a los diseños británicos del pre-dreadnought. La batería secundaria de 152 mm fue substituida por 10 cañones de 233 mm en torres. Eran también los últimos acorazados británicos en tener máquinas de vapor de expansión múltiple. El costo fue de £1 651 339 (alrededor £110 millones en el valor del 2005) el Lord Nelson y £1 652 347 el Agamemnon

## Buques de la clase
Ambos buques fueron botados en 1906 y sirvieron en el Mar Mediterráneo durante la Primera Guerra Mundial, donde estuvieron implicados en ataques contra las fortalezas turcas en la campaña de Dardanelos. En noviembre de 1918 ambos buques eran parte de la primera escuadra británica en pasar por los Dardanelos después del Armisticio.
- Lord Nelson, construido por Palmers, Jarrow. Puesto en grada en 1905, completado en 1908. Dado de baja en 1920.
- Agamemnon, construido por William Beardmore and Company, Dalmuir, Clyde. Puesto en grada en 1905 completado en 1908. Convertido en buque objetivo a radio control en 1921 y dado de baja en 1926 y desguazado al año siguiente.